# Sakamoto Ryōma

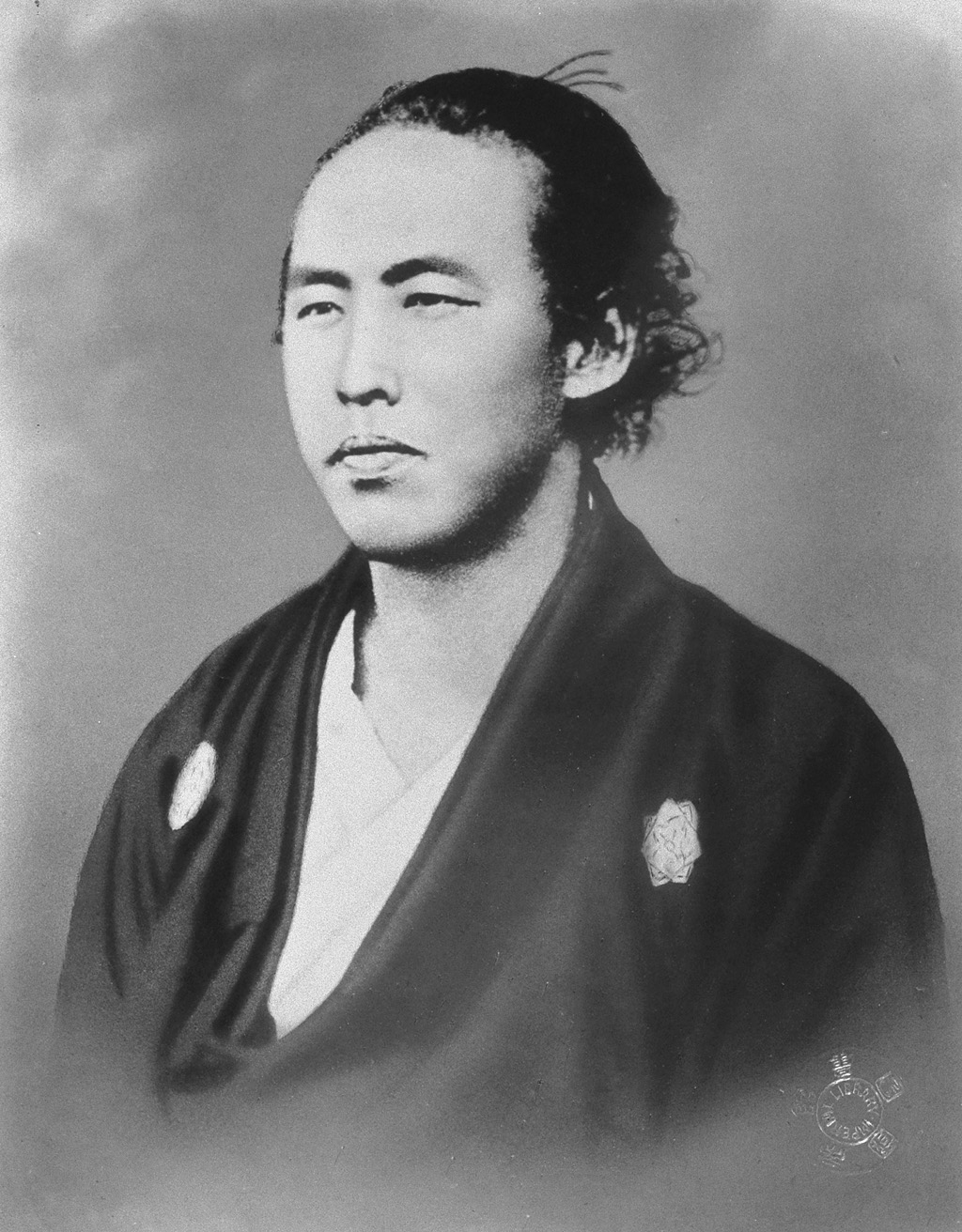
Sakamoto Ryōma

Sakamoto Ryōma (jap. 坂本 龍馬; * 3. Januar 1836 in Tosa-gun, Provinz Tosa (heute: Kōchi, Präfektur Kōchi); † 10. Dezember 1867 in Kyōto) war ein japanischer Samurai aus dem Daimyat Tosa in der Provinz Tosa. Er war ein Wegbereiter der 1868 erfolgten Meiji-Restauration.
Sein eigentlicher Name (imina) war Naokage (直陰) bzw. später Naonari (直柔). Als Pseudonym verwendete er Saidani Umetarō (才谷 梅太郎).

## Die politische Situation
Seit 1603 wurde Japan von den Tokugawa-Shōgunen beherrscht. Um ihre Macht über die circa 260 Daimyate zu erhalten, hatten die Tokugawa eine strikte Isolationspolitik verfolgt.
Die politische, ökonomische und gesellschaftliche Struktur der westlichen Welt unterlag jedoch grundlegenden Veränderungen. Die rasche Entwicklung auf den Gebieten der Wissenschaft, Industrie und Technologie sowie der einsetzende Kapitalismus bestimmten das Weltbild Europas und Amerikas, die sich beide um Expansion ihrer Herrschaftsgebiete bemühten. Weite Teile Asiens wurden von den Europäern eingenommen. Indien wurde englische Kolonie, China Halbkolonie. Auch Japan rückte in das Blickfeld der Eroberer.

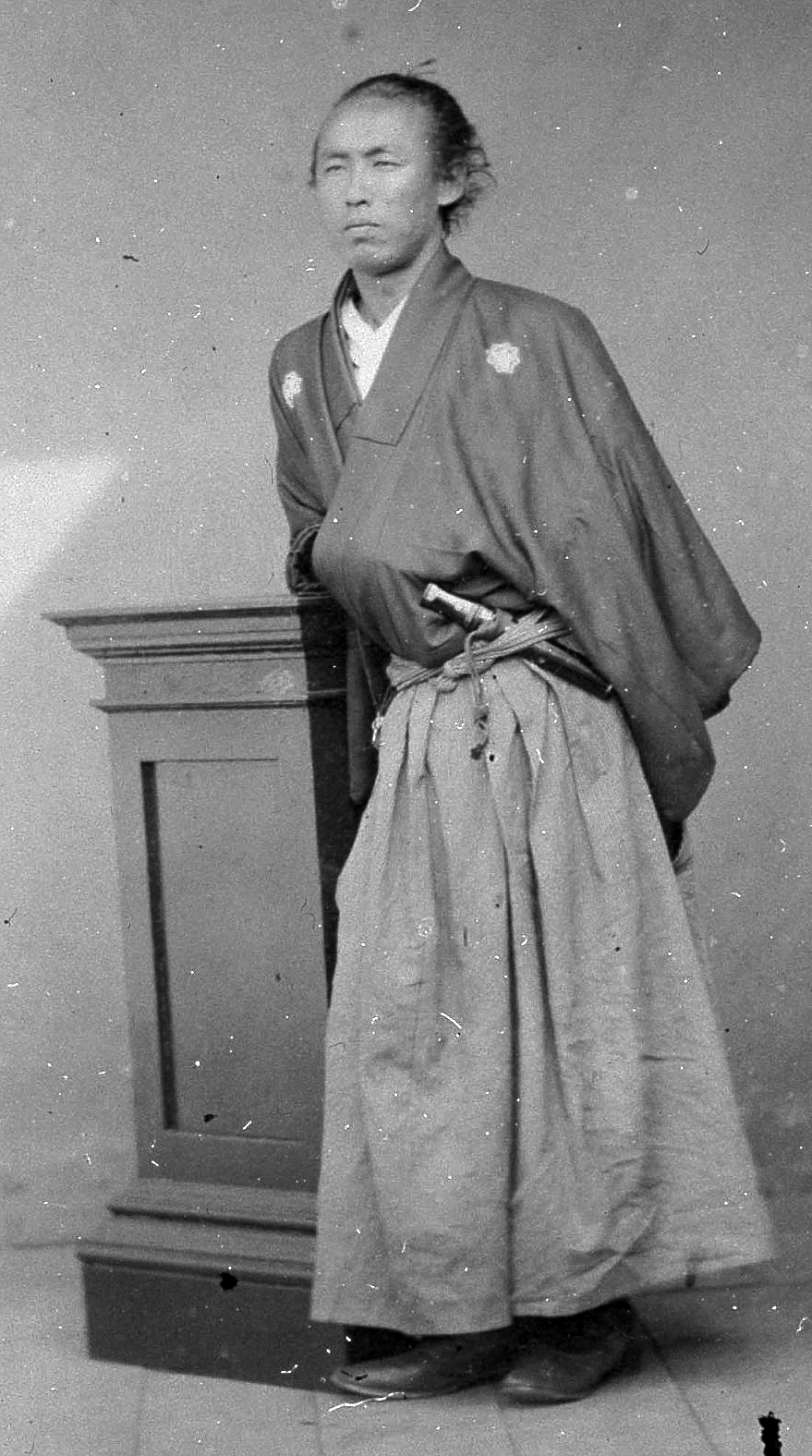
Sakamoto Ryōma

Mit der Ankunft Matthew Perrys im Jahre 1853, der eine Öffnung Japans erzwingen wollte, war die Inselnation einem massiven Druck von außen ausgesetzt. Als im Vergleich zu den Westmächten technisch rückständiges Land konnte Japan die Flotte Perrys nicht ignorieren oder gar vertreiben. Angesichts der militärischen Überlegenheit musste der Shōgun, der der politische Machthaber war, verschiedene Zugeständnisse machen, wie etwa die Öffnung einiger Häfen für ausländische Schiffe. Das Nachgeben des Shōguns gegenüber dem Ausland führte zu Unmut in der Bevölkerung und bei verschiedenen Samuraiclans und schwächte somit dessen Position.
Schon bald spalteten sich die Meinungen der Japaner über die politische Situation. So wurden Rufe gegen die Shōgunatsherrschaft und die ins Land gekommenen Europäer und Amerikaner laut, die ihren Ausdruck in der Sonnō jōi-Bewegung fanden. Andere wiederum unterstützten den Shōgun, was aber nicht bedeutete, dass sie auch die Ausländer guthießen.

## Biografie

### Familiärer Hintergrund
Sakamoto Ryōma wurde 1836 (nach dem damals noch gültigen Mondkalender am 15. November 1835) als Sohn Sakamoto Hachihei-Naotaris in Kōchi auf Shikoku in der Provinz Tosa geboren. Seine Familie war eine rangniedere Samuraifamilie (goshi), die durch den Handel von Kimono, selbst gebrautem Sake und als Pfandleiher reich geworden ist und sich den goshi-Rang (niedrigster nichtadeliger Samurai-Rang) gekauft hatte.
Er war das jüngste von fünf Kindern. Er hatte einen Bruder und drei Schwestern. Er galt als ängstlicher und langsam lernender Junge, der schnell weinte und das Bett nässte. Als er im Schreibunterricht gehänselt wird, zog er sein Schwert und wurde daraufhin von der Schule verwiesen. Daher gaben ihm seine Schwestern Nachhilfeunterricht in Literatur und der Schwertkunst. Von den meisten Familienmitgliedern als Schande verachtet, verstand nur seine Mutter seine sanfte Natur. In seiner Kindheit freundete er sich mit Okada Izō (岡田 以蔵) und Takechi Zuizan (武市 瑞山, Rufname: Takechi Hanpeita, 武市 半平太) an.

### Jugend
Als Ryōma zehn Jahre alt war, wurde er von einem adeligen Mädchen, das er kannte, eingeladen, an einer Prozession teilzunehmen, bei der auch der Daimyō anwesend war. Als Freunde Ryōma sahen, wollten sie zu ihm rennen, wobei sie mit ihrem sehr ärmlichen und etwas schmutzigen Äußeren den Ärger des Daimyōs auf sich zogen, da sie ihn störten. Die Kinder wurden von Samurai sofort getötet, wie es das Recht der Kriegerkaste war. Daraufhin stürzte sich Ryōma auf den Daimyō und wurde nur durch Fürbitte des adeligen Mädchens vor dem Tod bewahrt. Dafür wurde seine ganze Familie bestraft und der Junge eingesperrt. Als seine Mutter ihm verbotenerweise Essen brachte, sagte sie ihm auf seine Frage hin, dass er nichts falsch gemacht hätte. Daraufhin wurde seine Mutter ins Gefängnis geworfen, wo sie kurz darauf starb, da sie schon längere Zeit an Tuberkulose gelitten hatte. Ryōma wurde wieder freigelassen.
Dieses Erlebnis bedeutete eine Wende in Ryōmas Leben, der nun beschlossen hatte, stärker zu werden und die Standesunterschiede in Japan zu beseitigen. Er begann, die Schwertkunst ernsthaft zu erlernen, und trat 1848 in die Oguri-ryū ein, welche ein Dojo in der Nachbarschaft unterhielt. 1853 schloss er sein Training mit dem Menkyo-Kaiden-Zertifikat (vollständige Überlieferung der Schule) ab. Es wurde ihm vom Clan erlaubt, nach Edo (heutiges Tokio) zu reisen, um sich dort in der Schwertkunst weiter zu verbessern, indem er die Hokushin Ittō-ryū Hyōhō im berühmten Chiba-Dōjō unter dessen 1. Oberhaupt Chiba Sadakichi Masamichi erlernte. Während seines Aufenthalts in Edo wurde es ihm gestattet, als Daihyō des Tosa-Clans in dessen Residenz zu wohnen. Es ist nicht historisch belegt, ob Sakamoto die Hokushin Ittō-ryū vollständig meisterte; belegt ist jedoch, dass er als Shihan im Chiba-Dōjō zusammen mit Chiba Jutaro Kazutane unterrichtet, in welchem er einen guten Freund fand. Ein Jahr später ging Ryōma nach Tosa zurück. Nachdem er 1853 die Ankunft von Perrys Schwarzen Schiffen selbst erlebt hatte und sich sehr beeindruckt gezeigt hatte, lernte er von Kawada Shoryo viel über den Westen. Auch früher soll er von dem schiffbrüchigen Amerikaner John Eric viel über die westliche Welt erfahren haben.
1858 kehrte er nach Edo zurück und schloss seine Ausbildung als ausgezeichneter Schwertkämpfer ab. 1861 trat er der Tosa-Royalisten-Partei (土佐勤王党, Tosa kinnōtō) bei, die von Takechi Zuizan geführt wurde und die sich sehr radikal für die Ausweisung aller Ausländer, die Rückgabe der Macht an den Kaiser (Tennō) und den Sturz des Shōguns aussprach. (→Sonnō jōi)

### Katsu Kaishu

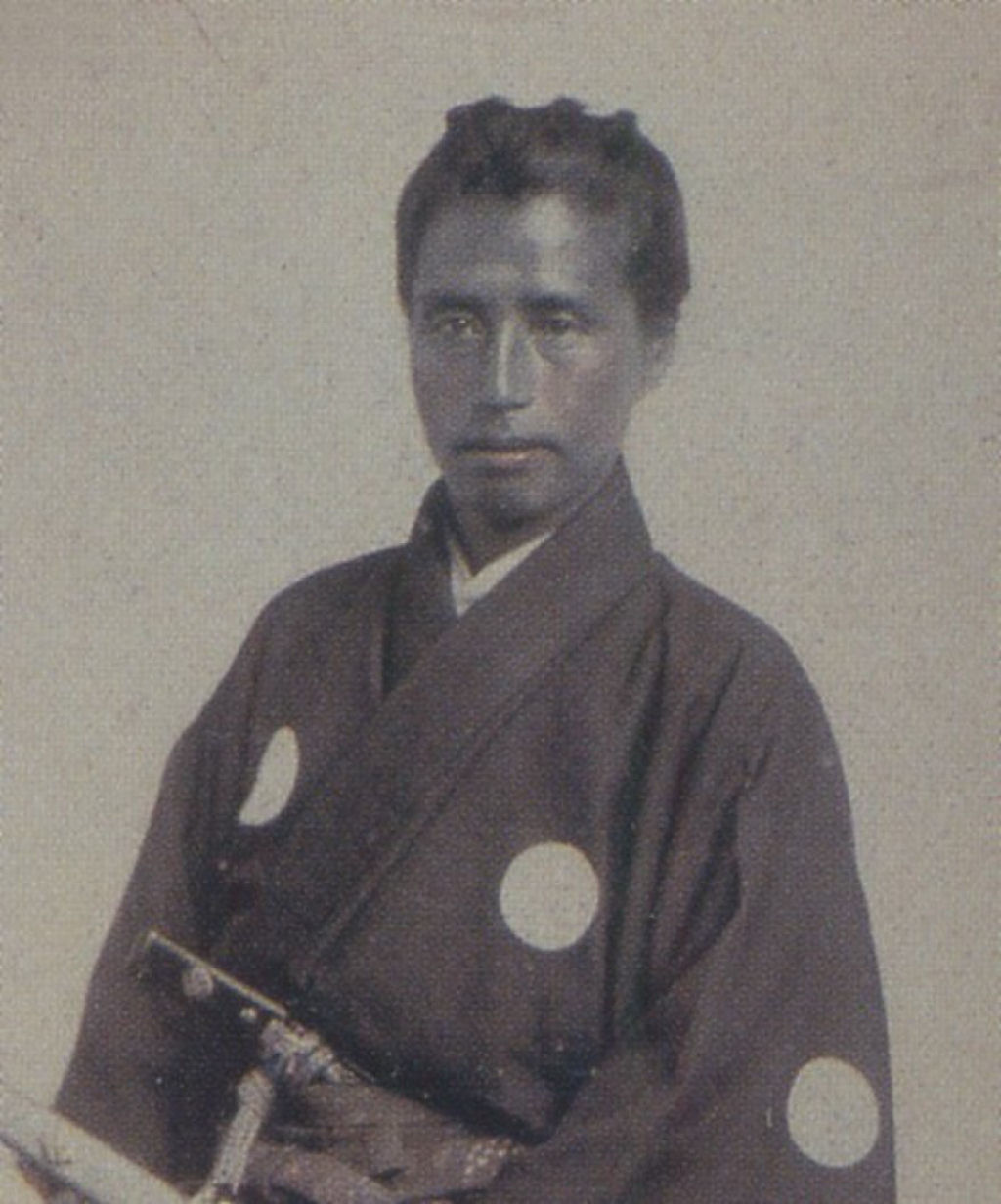
Katsu Kaishu (1823–1899)

Unzufrieden mit den Verhältnissen, verließ Sakamoto Ryōma 1862 unerlaubterweise seine Provinz und damit auch seinen Familienclan. Im Oktober des nächsten Jahres traf er auf Katsu Kaishu, einen treuen Anhänger des Shōguns und Flottenbevollmächtigten. Er wurde dessen größter Bewunderer und nannte ihn den „größte[n] Mann Japans.“ Kaishu erwirkte für Ryōma eine Begnadigung durch Tosa, auch wenn Sakamoto der Aufforderung zurückzukommen nicht folgte und dadurch wieder zum Rōnin wurde.
Durch Kaishu wurde Sakamoto davon überzeugt, dass es das Wichtigste sei, den Fortschritt in Japan einzuführen und vor allem auch die Flotte zu modernisieren, um sich effektiv gegen die Ausländer behaupten zu können. Daraufhin arbeitete er 1863 zusammen mit Kaishu daran, in Kōbe die Marineakademie Kobe Naval Operations Training School zu gründen, wo er und andere unter ihrem Mentor Schifffahrt studierten. Im selben Jahr wurde Sakamoto zum Leiter der Schule.
Während seiner Zeit in Kyōto machte Sakamoto dank Kaishu Bekanntschaft sowohl mit Bakufu-Beamten und der Shinsengumi, die dem Shōgun loyal ergeben waren, als auch mit Ishin-Shishi wie Saigō Takamori, Katsura Kogoro oder Yokoi Shōnan, die diesen stürzen wollten. Er lernte auch Ausländer kennen.
Trotz seiner Verehrung für Katsu, der dem Shōgun loyal ergeben war, fasste er den Plan, das Shōgunat zu stürzen, und schrieb seiner Schwester, er werde „Japan ein für alle Mal aufräumen“. Sein Ziel war es außerdem, zu verhindern, dass die Westmächte aus Japan eine Kolonie bzw. Halbkolonie machten, so wie mit China (siehe Ungleiche Verträge) verfahren worden war. Er schrieb seiner Schwester sinngemäß: „ Auch wenn die Shōgunatsbeamten jetzt sehr viel Macht ausüben, werde ich ein paar Daimyō für meine Sache gewinnen, sodass wir anfangen können, an das Wohl Japans zu denken, und nicht nur an den kaiserlichen Hof. Dann werde ich mit meinen Freunden nach Edo gehen, um diese niederträchtigen Beamten niederzumachen.“
Sakamoto Ryōma hatte schon frühzeitig eine sehr genaue Vorstellung von seinem Leben. Er erklärte in einem Brief an seine Schwester: „Ich erwarte nicht, dass ich noch sehr lange da sein werde. Aber ich werde auch nicht wie eine durchschnittliche Person sterben. Ich werde erst bereit sein zu sterben, wenn große Veränderungen endlich kommen; wenn ich, auch wenn ich noch leben sollte, nicht mehr gebraucht werde. Aber da ich ziemlich verschlagen bin, werde ich nicht so einfach sterben. Aber im Ernst, auch wenn ich lediglich als ein Kartoffelsammler in Tosa geboren wurde, ein Niemand, bin ich dazu vorgesehen diesem Land große Neuerungen zu bringen.“

### Die Allianz von Chōshū und Satsuma
Sakamoto war der Ansicht, dass Japan der Kolonisation nur entgehen könnte, wenn man eine schnelle Modernisierung in die Wege leitete. Allerdings standen dem der Shōgun und die Landes- und Gesellschaftsstruktur mit ihren unzähligen Provinzen, Daimyaten und Gesellschaftsklassen im Wege. Sie standen für Rückständigkeit und Ungleichheit.
Die Mittel für eine Revolution oder dergleichen hatte Ryōma aber nicht. Als er seine Heimat, die Provinz Tosa, verließ, wurde er zum Rōnin, einem herrenlosen Samurai, und verlor jegliche Unterstützung seines Daimyōs. Also beschloss er, andere Daimyate für seine Pläne zu nutzen.
Es gab schließlich bereits verschiedene Bestrebungen, Vereine und Organisationen, allen voran die Ishin Shishi, die den Shōgun stürzen wollten. Allerdings hatten diese die Grenzen ihrer jeweiligen Provinz oder ihres Daimyats nicht überschritten und bekriegten sich häufig gegenseitig, so wie die mächtigen Daimyate Chōshū und Satsuma, beide seit der Sengoku-Zeit arg miteinander verfeindet, die somit ihre Kräfte für ihre jeweiligen Streitigkeiten nutzen mussten und nicht effektiv vorgehen konnten.
Sakamoto Ryōma erkannte, dass er den Shōgun nur stürzen könnte, wenn er eine entsprechend große Streitmacht hätte. Daher sollten die beiden Daimyate ihre Streitkräfte vereinigen. Zusammen mit seinem Freund Nakaoka Shintarō versuchte er, den Anführer der Chōshū Ishin Shishi, Katsura Kogoro, und den Anführer der Rebellen aus Satsuma, Saigō Takamori, zu einer Einigung zu bewegen. Nach einem Jahr intensiver Planung und Überredung kam das Bündnis im Januar 1866 wirklich zustande. Später in diesem Jahr stieß auch Tosa zu dieser Allianz. Diese militärische Allianz beschleunigte den Sturz des Shōgunats.

### Das Terada-ya-Attentat

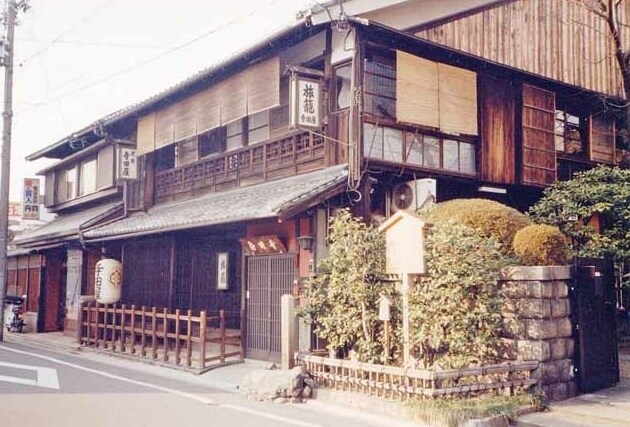
Das Teradaya

Obwohl diese Allianz noch nicht bekannt war, geriet Sakamoto in das Blickfeld von Polizeibeamten, die dem Shōgun loyal dienten. In der Nacht nach dem Besiegeln des Abkommens wurden Sakamoto und ein Samurai aus Chōshū, der sein Leibwächter war, im Gasthaus Terada-ya in Kyōto von der Polizei angegriffen. Diese Aktion ist in Japan sehr berühmt.
Eine junge Angestellte namens O-Ryō soll gerade in der Badewanne gewesen sein, als sie die Polizisten hörte. Sie soll sofort, nackt wie sie war, zu Sakamotos Zimmer gerannt sein, um ihn zu warnen. In dem anschließenden Kampf verteidigte Sakamoto sich mit einem Smith-&-Wesson-Revolver, während sein Leibwächter mit einem Speer bewaffnet war. Anschließend sollen beide durch die Hintertür entkommen sein.

### Heirat

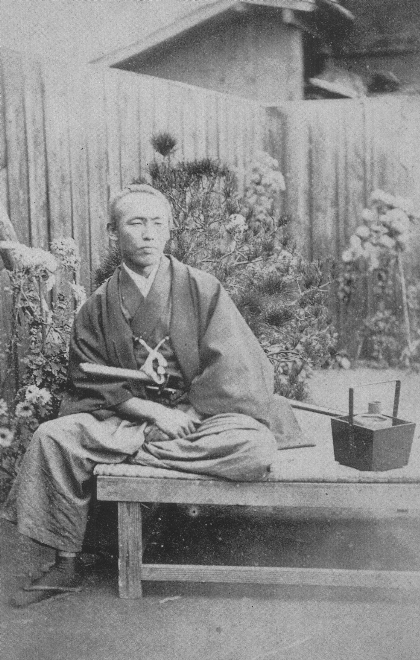
Foto von 1867

Ebenso berühmt ist die Heirat Sakamoto Ryōmas und O-Ryōs, die wenig später stattfand. Damit gelten sie als „Vorreiter“ des Brauchs der Hochzeitsreise in Japan, da Sakamoto mit seiner frisch angetrauten Frau eine dreimonatige Reise durch Kyūshū unternahm, um sich in heißen Quellen der Kirishima-Berge von einer Kampfverletzung zu erholen. Ein Denkmal des Paares in Kagoshima erinnert daran.
Sakamoto hatte jedoch keine direkten Nachkommen. Allerdings hatte er einen Neffen, Takamatsu Tarō, der bei der Firma Kaientai arbeitete und offenbar die Linie der Sakamotos weiterführte.
Nach Ryōmas Tod verweilte O-Ryō zusammen mit seiner Schwester Otome in Kōchi. Aber da beide Frauen sehr willensstark waren, kamen sie nicht gut miteinander aus, so dass O-Ryō wegging, wieder heiratete und sich in Yokosuka niederließ. Sie starb 1906 im Alter von 66 Jahren.

### Das „8-Punkte-Programm“
Aus der bereits 1865 mit Hilfe von Saigō Takamori von ihm gegründeten Handelsgesellschaft Kameyama shachu in Nagasaki wurde im Frühling des Jahres 1867 die Firma Kaientai, Japans erste moderne Firma und Vorläufer von Mitsubishi. Es konnte dort jeder, unabhängig von seinem Stand, Waren verschiffen lassen. Mit dem Standort in Nagasaki war Kaientai eine Firma für Schiffe und Verschiffung, über die Sakamoto Waffen für Chōshū und Satsuma schmuggelte. Während die Verbündeten aus beiden Daimyaten sich dafür rüsteten, den Shōgun durch militärische Aktionen zu stürzen, verfolgte Sakamoto andere Pläne.
Bereits im Juni 1866 war sich der Samurai klar geworden, dass man einen blutigen Bürgerkrieg verhindern müsse. Als Ryōma ein Kriegsschiff in der Seeschlacht von Shimonoseki befehligte, erdachte Ryōma das „Senchu Hassaku“, das „8-Punkte-Programm“. Dieses sah vor, dass der Shōgun die Macht dem kaiserlichen Hof überlassen sollte, dass ein Parlament mit Ober- und Unterhaus gebildet werden sollte und alle Maßnahmen der Regierung auf der öffentlichen Meinung basieren sollten und durch Räte gefasst werden sollten, bestehend aus den fähigsten Feudalherren, Hofadligen und Menschen des japanischen Volkes allgemein.
Er konnte mit Gotō Shōjirōs Hilfe Yamanouchi Yōdō, den einflussreichen Feudalherr von Tosa dazu bewegen, den Plan zu unterstützen und dem Shōgun als eigene Idee vorzulegen. Währenddessen demonstrierten die Verbündeten aus Satsuma und Chōshū durch Waffengewalt, dass des Shōguns einzige Alternative zu dem Plan darin bestehen würde, dass er mit Gewalt zum Abdanken gezwungen würde. Elf Tage später, am 14. Oktober 1867 gab der Shōgun in der Großen Halle in Schloss Nijo in Kyōto seine Abdankung bekannt, gerade rechtzeitig, um den Militärschlag Satsumas und Chōshūs zu verhindern. Das von ihm formulierte „8-Punkte-Programm“ hatte ebenfalls großen Einfluss auf die kaiserliche „5 Eides-Charta“ von 1868. Um weitere Auseinandersetzungen zu verhindern, schlug Sakamoto vor, den ehemaligen Shōgun als Beamten in der Meiji-Regierung einzusetzen, was jedoch alle Seiten ablehnten.

### Tod

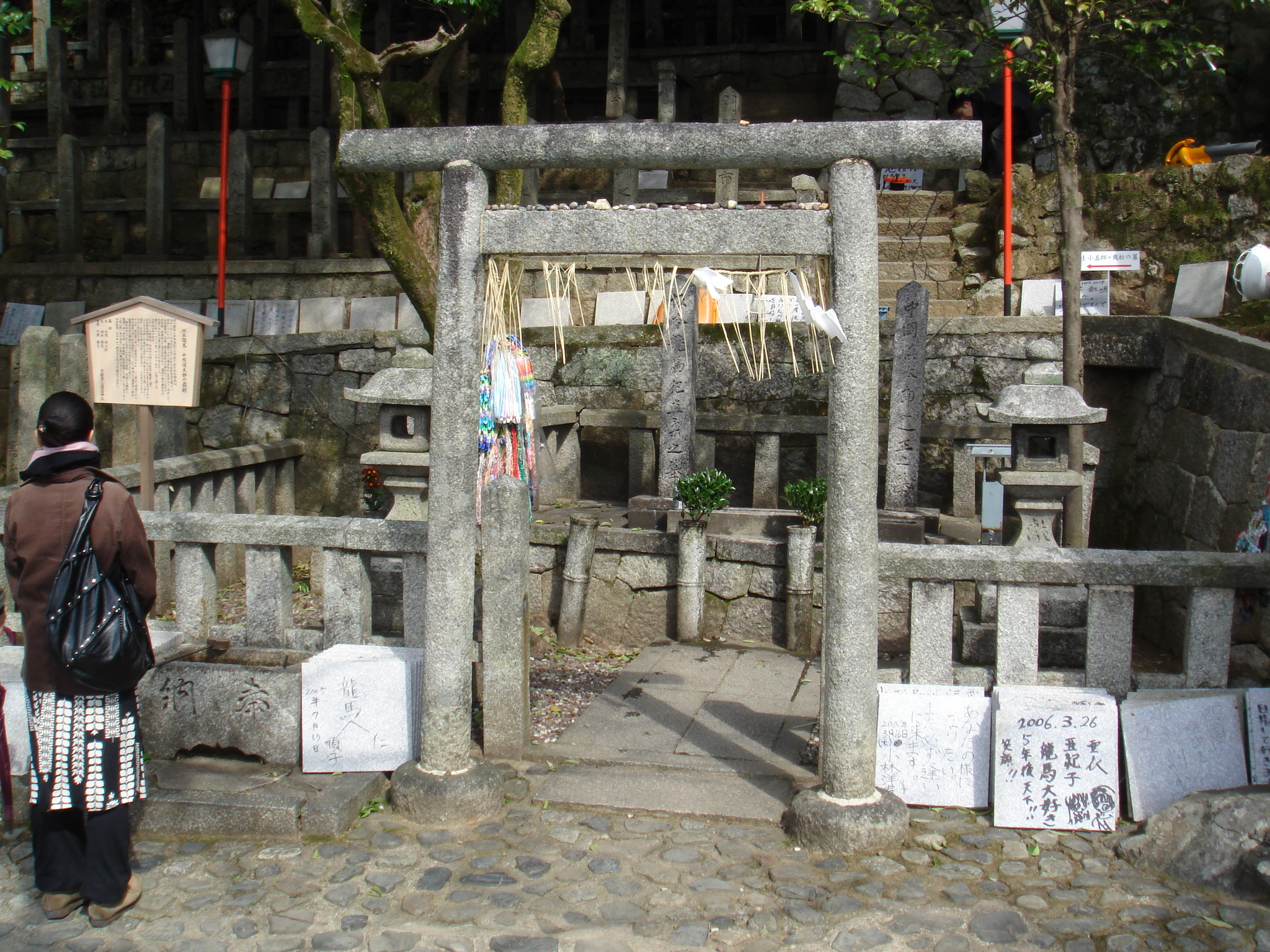
Sakamoto Ryōmas Grab in Kyōto

Sakamoto Ryōma wurde am 10. Dezember 1867 (15. November 1867) zusammen mit Nakaoka Shintarō im Omiya, dem Geschäft eines Sojabohnenverkäufers in Kyōto, ermordet. Der oder die Täter wurden nie gefasst. Sakamotos Versuche, alle zufriedenzustellen, seine Beziehungen zu den Ishin Shishi, dem Shōgun wie auch den Ausländern lieferte Anlass zu Misstrauen. Man verdächtigte ihn, sich zu seinem Vorteil bei allen anbiedern zu wollen. Obwohl er einen Posten als Beamter in der neuen Regierung ausschlug, hatten viele Angst vor seinem Einfluss. Daher wird vermutet, dass entweder die Shinsengumi oder seine eigenen Männer für seinen Tod verantwortlich sein könnten, bewiesen ist jedoch nichts. Er erlebte, gemäß seiner eigenen Voraussage, die Meiji-Restauration nicht mehr, da diese erst durch den Boshin-Krieg endgültig in die Wege geleitet wurde. Obwohl er ein ausgezeichneter Schwertkämpfer war, soll er in seinem Leben keinen einzigen Menschen getötet haben. Sein Grab ist in Kyōto zu finden und kann auch besucht werden.

## Bedeutung seines Lebens
Sakamoto Ryōma wird heute noch in Tosa als Nationalheld verehrt. In Kōchi und Umgebung gibt es mehrere Museen und Denkmäler, die an ihn erinnern, unter anderem eine berühmte Statue am Strand von Katsura-hama.
Das Nationalmuseum in Kyōto besitzt unter anderem einen Wandschirm aus dem Herbergszimmer, auf dem Spuren von Sakamoto Ryōmas Blut zu finden sind. Im Jahr 2005 fand dort eine große Sonderausstellung zu seinem 170. Geburtstag statt, in der auch zahlreiche persönliche Briefe zu sehen waren.
Sakamoto Ryōma ist den meisten Japanern ein Begriff und es gibt Leute, die sich selber als „Ryōma-Fans“ bezeichnen. Dazu bekennen sich z. B. der ehemalige Premierminister Obuchi Keizo und Son Masayoshi, der Präsident der Softbank Corporation. Jedes Jahr wird ein großes Fantreffen in einer der größten Städte Japans veranstaltet.
Vor ein paar Jahren wurden Geschäftsführer von 200 Firmen von der Zeitung Asahi Shimbun gefragt, wer aus dem letzten Millennium der Weltgeschichte am geeignetsten wäre, um Japans ökonomische Krise zu überwinden. Dabei wurde Sakamoto Ryōma der Vorzug vor vielen anderen bedeutenden Persönlichkeiten wie Oda Nobunaga, Leonardo Da Vinci oder Thomas Edison gegeben.
Am 15. November 2003 wurde der Flughafen Kōchi Sakamoto Ryōma zu Ehren in Kōchi-Ryōma-Flughafen umbenannt.
Der Asteroid des mittleren Hauptgürtels (2835) Ryoma ist nach ihm benannt.

## In Literatur und Film
Da in Japan gerne auf die Zeit der Meiji-Restauration als glorreicher und bedeutender Abschnitt zurückgeschaut wird, erwachte auch das Interesse der Medien an den Persönlichkeiten der Bakumatsu und der Meiji-Zeit.
Shiba Ryōtarō widmet Sakamoto seinen populären Roman Ryōma ga yuku, ursprünglich in Fortsetzungen von 1962 bis 1966 erschienen, und in seinem historischen Roman Moeyo Ken über die Shinsengumi, erschienen von 1962 bis 1964, findet Ryōma ebenfalls Erwähnung.
Kuroki Kazuo beschreibt in dem Film The Assassination of Ryoma (Ryōma ansatsu) von 1974 die letzten drei Tage in Ryōmas Leben. Auch in Oi! Ryoma! Aus dem Jahre 1992 von Sasakawa Hiroshi und Kagawa Yutaka und in Bakumatsu seishun graffiti: Rōnin Sakamoto Ryōma von 1986, produziert von Yoshitaka Kawai, ist er die Hauptfigur. Er wird auch in Karakuri Den Hio Senki aus dem Jahr 2000 von Amino Tetsuro und in Ukigumo aus dem Jahre 1982 von Masaki Mamoru genannt.
Das Leben Sakamoto Ryōmas steht im Mittelpunkt des Taiga-Doramas (大河ドラマ) des Jahres 2010. Unter dem Titel Ryōma den (龍馬伝) beleuchtet das öffentlich-rechtliche Fernsehen NHK Japans Weg hin zur Modernisierung aus der Perspektive des „Serienhelden“ Ryōma. Das Drehbuch des über ein ganzes Jahr laufenden Historiendramas stammt aus der Feder des bekannten Drehbuchautors Fukuda Yasushi.
Ryōma ist eine Nebenfigur in dem Manga Peace Maker Kurogane von Nanae Chrono, der sich hauptsächlich mit der Shinsengumi beschäftigt. Er wird dort als lustiger, exzentrischer Mensch mit afrikanischer Abstammung dargestellt. Seine Absicht, Gutes zu tun und sich mit keinem zu überwerfen, wird hervorgehoben. Er kommt auch in dem Computerspiel und Anime Kidō Shinsengumi Moeyo Ken vor.
Ryōma ist zudem ein wichtiger Nebencharakter im 2024 erschienenen Action-Adventure-Rollenspiel „Rise of the Rōnin“, welches in der Bakumatsu-Zeit spielt.